# Schlacht bei Werl

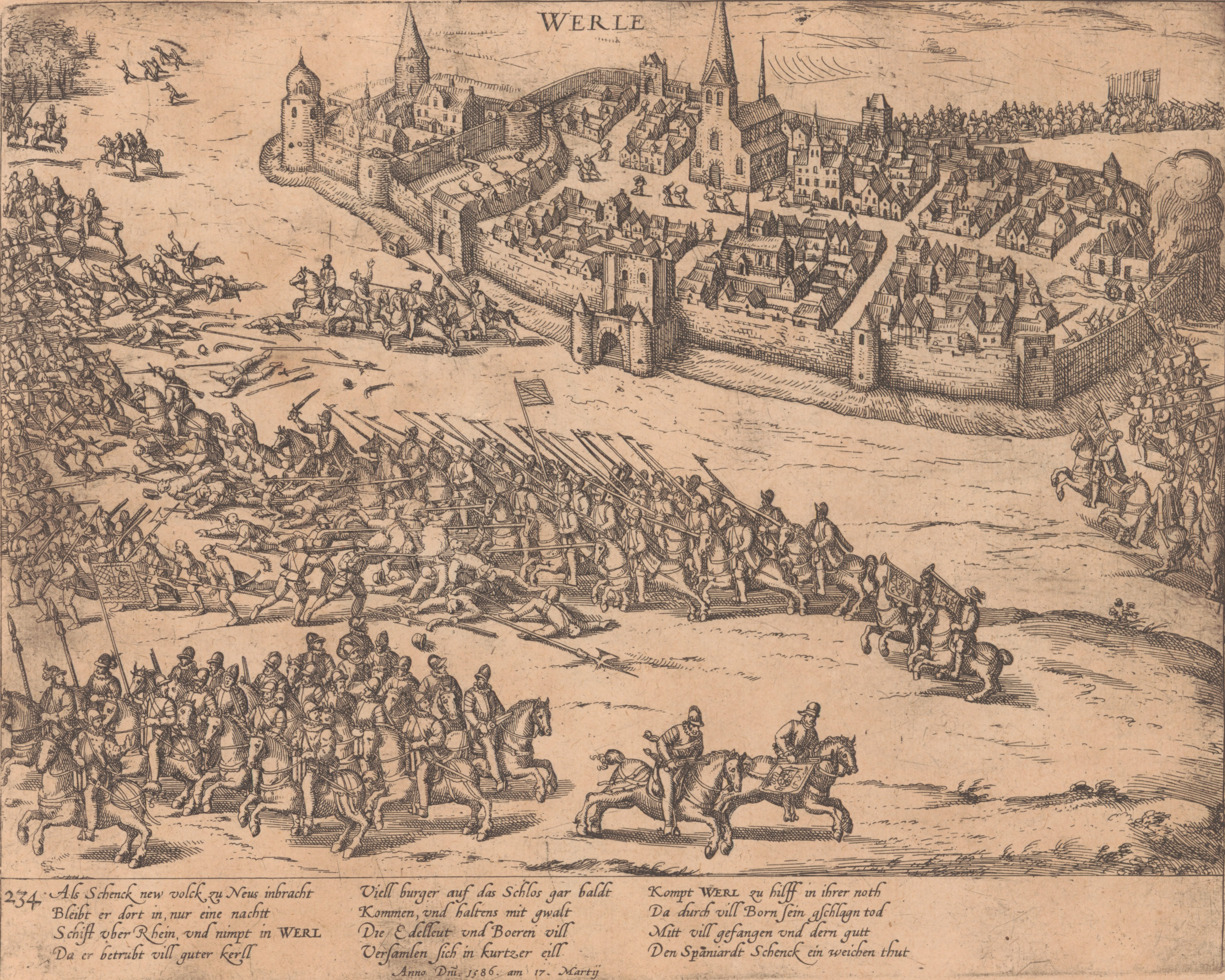
Zeitgenössische Darstellung der Stadt Werl und der Schlacht

Die Schlacht bei Werl, auch Schlacht auf der Haar genannt, fand bei Bremen, heute ein Stadtteil von Ense, am 2. März 1586 statt. Sie stand im Zusammenhang mit der Einnahme von Werl durch Martin Schenk von Nideggen. Dagegen bot das Herzogtum Westfalen neben einigen Söldnern ein Landesaufgebot auf. Schenk zog den Gegnern entgegen. Das Aufgebot wurde vernichtend geschlagen. Die Niederlage blieb ohne Folgen, da sich Schenk bald wegen anrückender Entsatztruppen zurückzog. Der Kampf kann als Wiederaufnahme des Truchsessischen Krieges angesehen werden, stand aber auch in enger Beziehung zum Achtzigjährigen Krieg der Niederlande gegen die Spanier.

## Vorgeschichte
Nach der Niederlage des zum Protestantismus übergetretenen und durch den Truchsessischen Krieg abgesetzten Kölner Kurfürsten Gebhard I. von Waldburg lebte dieser im Exil in den Niederlanden. Kurköln und seine Nebenländer das Vest Recklinghausen und das Herzogtum Westfalen waren in der Hand des neuen Kurfürsten Ernst von Bayern. Dessen Gegner behaupteten nur noch Rheinberg am Niederrhein. Es fanden sich einige Zeit nach seiner Flucht mit dem abgesetzten Grafen Adolf von Neuenahr, dem es auch um die Wiedergewinnung seines Besitzes ging und Martin Schenk von Nideggen Unterstützer der Sache des ehemaligen Kurfürsten. Schenk, der zuvor in spanischen Diensten gestanden hatte, war 1585 in die niederländischen Dienste gewechselt. Am 20. Mai 1585 schlossen Gebhard von Waldburg, von Schenk und von Neuenahr, der auch Bevollmächtigter der Niederlande war, einen Vertrag. Von Schenk wurde zum kurfürstlichen Feldmarschall ernannt. Kurz zuvor hatte von Neuenahr Neuss überfallen und besetzt. Damit hat Kurköln eine seiner wichtigsten Städte verloren. Kommandant wurde Hauptmann Friedrich Hermann Cloedt (auch von Pelden genannt). Die dort stationierten Truppen plünderten das Umland aus. Schenk selbst schlug sein Hauptquartier in Rheinberg auf und unternahm von dort eine Reihe von Aktionen. Gegen Schenk kämpfte etwa Alexander Farnese, Herzog von Parma.
Von Schenk führte Hilfstruppen nach Neuss. Dort kam es offenbar zu dem Entschluss nach Werl zu marschieren. Die Gründe sind nicht ganz klar. Von Cloedt hatte in der Nähe Besitzungen. Nach anderen Angaben spielte der abgesetzte Werler Richter Eberhard von der Reck eine Rolle, der Rache nehmen wollte. Die Truppen bestanden etwa aus 500 Reitern und 600 Fußsoldaten. Mit diesen marschierten von Schenk und von Cloedt am 25. Februar 1586 aus Neuss ab. Die Truppen überschritten den Rhein und die Ruhr und marschierten in Richtung Werl.
Der Anmarsch führte bei der Regierung des zu Kurköln gehörenden Herzogtums Westfalen zu starken Abwehrbemühungen. Der Landdrost Eberhard zu Solms-Lich schloss Verträge mit Kriegsleuten ab. Am 27. Februar wurde Christoph von Plettenberg zum Obersten ernannt.

## Verlauf
Die Soldaten von Schenks kamen in der Nacht vom 26. auf den 27. Februar 1586 vor Werl an. Durch gelegte Brände wurden die Bewohner abgelenkt, die Tore wurde von einigen heimlich eingedrungenen Soldaten geöffnet und nach kurzer Zeit war die Stadt besetzt. Davon nicht betroffen war das festungsähnliche Schloss unter dem Kommandanten Johann von Werminghausen. Die Übergabeforderung verweigerte der Kommandant.
Stattdessen schickte der Kommandant einen Boten mit der Bitte um Hilfe zum Landdrosten Eberhard von Solms nach Arnsberg. Dieser entsandte eine Reihe von Wagen mit Proviant geschützt von 300 Soldaten. Diese langten unbeschadet im Schloss an. Da dort nur begrenzt Platz war, behielt der Kommandant nur hundert Mann zurück, den Rest schickte er zurück nach Arnsberg. Der Graf von Solms, der die Herrschaft des neuen Kurfürsten im gesamten Herzogtum Westfalen in Gefahr sah, rief sofort das militärische Aufgebot der Städte, Dörfer und des Adels zusammen. Dem kamen Städte und Dörfer nach, während sich vom Adel nur wenige beteiligten.
Das Landesaufgebot und die kurfürstlichen Soldaten sammelten sich in der Nähe der Burg Waterlappe und des Dorfes Bremen. Insgesamt sollen die Truppen mehrere tausend Mann gezählt haben. Das Ziel war es, zum etwa acht Kilometer entfernten Werl zu ziehen und die Truppen von Schenks anzugreifen und zu vertreiben. Von Schenk hatte Nachricht von der Sammlung der gegnerischen Truppen. Da er angesichts der Schlossbesatzung nicht zwischen zwei Fronten geraten wollte, beschloss er, die Gegner mit einem Teil seiner Truppen in einer Feldschlacht anzugreifen.
Am 2. März rückte er gegen das Landesaufgebot vor. Er ließ sofort die schwache Reiterei des Herzogtums, die nur aus etwa 60 Mann bestand, angreifen. Dies war erfolglos. Um ihre Schusswaffen nachzuladen, zogen sich die Reiter des Aufgebots etwas zurück. Die militärisch ungeschulten Bauern und Bürgern hielten dies für eine Flucht und wollten sich ebenfalls zurückziehen. Den nun völlig verwirrten Haufen konnten die Truppen von Schenks rasch besiegen und endgültig in die Flucht schlagen. Viele warfen ihre Waffen weg und wurden bei der Flucht getötet. Dieses Davonlaufen wurde später als Bremer Lauf (Bremer Loope) bezeichnet. Einige der Fliehenden wurden bis nach Neheim verfolgt, wo sie teilweise in der Ruhr ertranken. Die zeitgenössischen Angaben von bis zu 1000 Toten sind indes völlig unglaubwürdig. Zu den namentlich bekannten gefallenen Adeligen gehörten Guntermann von Plettenberg und Meffart von Broech.
Etwa dreißig kurfürstliche Soldaten mit Feuerwaffen beteiligten sich nicht an dem Rückzug. Sie zogen sich geschlossen in einen leicht zu verteidigenden Hohlweg zurück und brachten den Gegnern erhebliche Verluste bei. Von Schenk machte den Soldaten das Angebot der ehrenvollen Aufgabe. Einer der Schützen schoss auf von Schenk, traf aber nur einen Begleiter. Daraufhin brachte sich von Schenk in Sicherheit. Bei diesem Rückzug traf ihn ein weiterer Schuss in den Oberschenkel. Später wurde von einem Schuss ins Gesäß berichtet und als Arnsberger Meisterschuss bezeichnet.
Er marschierte mit seinen Truppen nach Werl zurück. Dort gelang es nicht, sich auch in den Besitz des Schlosses zu setzen, so dass die Soldaten nur die Stadt und ihre Umgebung plündern konnten. Von der Schlossbesatzung wurden von Schenks Truppen beschossen und ein Tor zerstört, so dass möglicher Entsatz in die Stadt eindringen konnte. Schenk begann die Bürger zu Schanzarbeiten für eine regelrechte Belagerung heranzuziehen.
Inzwischen erwarteten die dem Landdrost zur Verfügung stehenden Soldaten weitere kurfürstliche Truppen unter Claude de Berlaymont. Der Statthalter der spanischen Niederlande Farnese schickte italienische Reiter unter einem Oberst Verdugo. Vor diesem Hintergrund verließen die Truppen von Schenks am 8. März die Stadt und marschierten über Hamm nach Rheinberg. Etwa 50 Mann wurden in Werl zurückgelassen, die aber von den Gegnern rasch besiegt wurden. Als Geiseln führte Schenk mehrere einflussreiche Bürger Werls mit. Darunter waren der Geschichtsschreiber Gerhard Kleinsorgen, der Offizial Michael Lilie und der Bürgermeister Johann Pape. Dieser starb auf dem Marsch an einer Krankheit in Dorsten. Die übrigen wurden gegen ein Lösegeld von mehreren tausend Gulden später freigelassen.

## Folgen
Der Herzog von Parma eroberte Neuss für Kurfürst Ernst zurück. Dabei wurde Hauptmann Cloedt getötet. Schenk führte den Kampf von Rheinberg fort. In der Nähe hatte er die Festung Schenkenschanz errichten lassen. Diese sollte als Basis für die Niederländer gegen die Spanier am Niederrhein dienen. In der Folge kämpfte er vor allem in den Niederlanden, nahm 1587 Ruhrort ein und unternahm von dort aus Plünderungszüge. Die Stadt verlor er wieder an die Spanier. Er unternahm einen Überfall auf die kurfürstliche Residenzstadt Bonn, die er in der Nacht zum 2. Dezember 1587 einnahm. Während einer Belagerung verteidigte Schenk die Stadt und ergab sich erst am 26. September 1588 dem kurfürstlichen Befehlshaber Charles III. de Croÿ. Die Besatzung und Schenk konnten danach abziehen. Er setzte die Kämpfe in den Niederlanden fort und griff Nimwegen an. Dabei wurde er getötet. Seine Leiche wurde von den aufgebrachten Bürgern verstümmelt. Rheinberg wurde einige Zeit später belagert und musste kapitulieren. Das Herzogtum Westfalen wurden auch nach dem Abzug von Schenks in den folgenden Jahren noch mehrfach durch niederländische Truppen bedroht.